# Blood (spel)
Blood är ett first person shooter-datorspel från 1997 utvecklat av 3D Realms och Monolith Productions och utgivet av GT Interactive till MS-DOS.
Handlingen kretsar kring Caleb, en revolverman i den Amerikanska Västern. Han var välkänd för sin grymhet och skicklighet tills den dag han träffade Ophelia Price som han förälskade sig i. Ophelia var medlem i den ockulta sekten "Cabal" som dyrkar guden Tchernobog. Tillsammans med fyra andra blev Caleb en högt uppsatt medlem i sekten, tills en dag då Tchernobog förrådde och dödade Caleb och hans vänner.
Flera år senare vaknar Caleb upp, nu som odöd och ger sig ut efter hämnd.